# Parque Safari en Azerbaiyán
Parque Safari es un gran parque donde la gente puede observar los animales en el medio silvestre. Pero esta palabra tiene varios significaciones. En primer lugar, el safari es un tipo especial de caza en las selvas de África. Pero originalmente el "safari" en el idioma suajili significa el viaje. Parque Safari  es un común de todos estos conceptos. Es también un centro de rehabilitación para animales de discapacitados humanos; es un lugar donde se puede observar  todos los animales en condiciones similares a las naturales, o sea "cazar" con la cámara.

## Descripción
El  primer parque Safari fue creado en África. En Azerbaiyán, la reserva ecológica de la fauna silvestre se encuentra en Shemakha, en el territorio de la minería de la zona boscosa de Pirqulu.
Ahora, el Parque Safari de Shemakha ocupa 600 ha (incluyendo 400 ha del territorio cercado). 
Al Parque son llevados 420 animales de tres tipos de Letonia, Polonia, Eslovaquia, República Checa y Hungría: los ciervos nobles, muflones, gamos.  Como resultado de la selección y medidas veterinarias, el número de estos animales casi se ha duplicado. En la actualidad, en el parque hay 790 animales, incluyendo 260 ciervos noble, 250 muflones y 280 gamos. Con el fin de proteger a los ciervos, gamos y muflones de las influencias externas y las enfermedades infecciosas, se construyó una valla de 52 km ; y, además, en el parque se han creado un gran número de refugios naturales para proteger del frío, el viento, las precipitaciones.    
La administración  del parque planea llevar al parque los bisontes, extendidos en los bosques de Europa Central y en la parte europea de Rusia.    
Al mismo tiempo, en el parque fue construido el edificio administrativo y la casa de huéspedes.    
En Azerbaiyán, el Parque Safari creado con el fin de adaptar  la población animal a  la naturaleza azerbaiyana, pero a su vez esto también apoyará el desarrollo del turismo en el país.    
En el período de 2017 a 2020, el Ministerio de Cultura y Turismo debe garantizar la promoción del Parque Safari de Shemakha.